# Zaladdzie (obwód miński)
Zaladdzie (biał. Заляддзе; ros. Залядье; hist. Zaladzie) – wieś na Białorusi, w rejonie słuckim obwodu mińskiego, około 25 km na zachód od Słucka.

## Historia
Od początku XIX wieku majątek Zaladzie należał do nieświeżskiej linii Radziwiłłów. W 1821 roku Zaladzie oraz Czyżewicze zostały kupione przez Wiktoryna Domańskiego i pozostały w rękach tej rodziny do 1939 roku, ostatnim właścicielem Zaladzia był Zygmunt Domański.
Po II rozbiorze Polski w 1793 roku tereny te, wcześniej należące do Księstwa Kopylsko-Słuckiego i powiatu słuckiego województwa nowogródzkiego Rzeczypospolitej, znalazły się na terenie powiatu słuckiego (ujezdu), wchodzącego w skład guberni mińskiej Imperium Rosyjskiego. Po ustabilizowaniu się granicy polsko-radzieckiej w 1921 roku wieś weszła w skład Białoruskiej Socjalistycznej Republiki Radzieckiej (ZSRR), od 1991 roku – na terenie Republiki Białorusi.
W 2009 roku we wsi mieszkało 14 osób.

## Dawny dwór
Ostatni dwór w Zaladziu został wzniesiony prawdopodobnie w połowie XIX wieku. Był to parterowy, drewniany budynek na planie szerokiego prostokąta, kryty czterospadowym dachem gontowym. W 1897 roku Tadeusz Domański rozbudował go, dodając kilka pokoi, przez co dom stracił symetrię. Wysunięty, głęboki portyk posiadał 6 masywnych kolumn. Dwór posiadał dwuktraktowy układ wnętrz.
W pobliżu stały bardzo stare oficyna i spichrz, zbudowane z gliny pomieszanej z wrzosem. Starszy od dworu był również park z kwadratem alei lipowych za domem.
Dom nie przetrwał czasów sowieckich, został zniszczony po 1918 roku, obecnie stoi jedynie ruina prawdopodobnie browaru.
Majątek Zaladzie jest opisany w 2. tomie Dziejów rezydencji na dawnych kresach Rzeczypospolitej Romana Aftanazego. Na mapie w tej książce (str. 459) majątek ten jest błędnie zidentyfikowany jako Załozie w rejonie soligorskim (ok. 30 km na południe od Zaladzia).